# Wskrzeszenie Łazarza (fresk Giotta)
Wskrzeszenie Łazarza – fresk autorstwa Giotto di Bondone namalowany ok. 1305 roku dla kaplicy Scrovegnich w Padwie.
Jeden z 40 fresków namalowanych przez Giotta w kaplicy Scrovegnich należący do cyklu scen przedstawiających życie Joachima i Anny, rodziców Marii oraz Chrystusa.
Malarz poruszył popularny w XV wieku wśród artystów motyw wskrzeszenia Łazarza opisany w Nowym Testamencie, w Ewangelii Jana:

Siostry Łazarza posłały do Jezusa wiadomość: «Panie, oto choruje ten, którego Ty kochasz». Jezus usłyszawszy to rzekł: «Choroba ta nie zmierza ku śmierci, ale ku chwale Bożej, aby dzięki niej Syn Boży został otoczony chwałą». (…) Rzekł do niej Jezus: «Brat twój zmartwychwstanie». Rzekła Marta do Niego: «Wiem, że zmartwychwstanie w czasie zmartwychwstania w dniu ostatecznym». Rzekł do niej Jezus: «Ja jestem zmartwychwstaniem i życiem. Kto we Mnie wierzy, choćby i umarł, żyć będzie. Każdy, kto żyje i wierzy we Mnie, nie umrze na wieki. Wierzysz w to?» Odpowiedziała Mu: «Tak, Panie! Ja wciąż wierzę, żeś Ty jest Mesjasz, Syn Boży, który miał przyjść na świat». (…) Jezus rzekł: «Usuńcie kamień». Siostra zmarłego, Marta, rzekła do Niego: «Panie, już cuchnie. Leży bowiem od czterech dni w grobie». Jezus rzekł do niej: «Czyż nie powiedziałem ci, że jeśli uwierzysz, ujrzysz chwałę Bożą?» Usunięto więc kamień. Jezus wzniósł oczy do góry i rzekł: «Ojcze, dziękuję Ci, żeś Mnie wysłuchał. Ja wiedziałem, że Mnie zawsze wysłuchujesz. Ale ze względu na otaczający Mnie lud to powiedziałem, aby uwierzyli, żeś Ty Mnie posłał». To powiedziawszy zawołał donośnym głosem: «Łazarzu, wyjdź na zewnątrz!» I wyszedł zmarły, mając nogi i ręce powiązane opaskami, a twarz jego była zawinięta chustą. Rzekł do nich Jezus: «Rozwiążcie go i pozwólcie mu chodzić». Wielu więc spośród Żydów przybyłych do Marii ujrzawszy to, czego Jezus dokonał, uwierzyło w Niego((J 11, 3-7. 17. 20-27. 33b-45)).

Giotto połączył kilka odrębnych epizodów w jedną historię i umieścił je na jednym fresku. Centralna postacią jest mężczyzna w zielonkawej szacie. Jego twarz wsparta jest na dłoni co ma wyrażać zaskoczenie a wzrok kieruje w stronę Łazarza. Druga ręka wskazuje na Chrystusa. Mężczyzna jest łącznikiem nowotestamentowej opowieści. Z jednej strony Chrystus błogosławi zmarłego a siostry Maria i Marta padają do Mu do stóp. Za mężczyzną grupa gapiów wyraża swoje zdumienie podnosząc ręce. Po prawej stronie stoi z bladą twarzą Łazarz, jeszcze opatulony bandażami i całunem. Jego już rozkładające się ciało wydobywa fetor który odczuwają zebrani. Dowodem tego są postacie stojące za nim zasłaniające twarze.
 Po prawej stronie poniżej, Giotto umieścił kolejny epizod: dwaj mężczyzny odsuwają płytę nagrobna zgodnie ze słowami Jezusa: „Usuńcie kamień”.